# Горки (Степаниковское сельское поселение)
Го́рки — деревня в Вяземском районе Смоленской области России. Входит в состав Степаниковского сельского поселения. Население — 3 жителя (2007).
Расположена в восточной части области в 6 км к юго-востоку от Вязьмы, в 8 км восточнее автодороги Р132 Вязьма — Калуга — Тула — Рязань, на берегу реки Песочни. В 2 км западнее деревни расположена железнодорожная станция Колозовка на линии Вязьма — Занозная.

## История
В годы Великой Отечественной войны деревня была оккупирована гитлеровскими войсками в октябре 1941 года, освобождена в марте 1943 года.